# ساوث براذر
ساوث براذر (بالإنجليزية: South Brother)‏ هو جبل يقع في حديقة باكستر الحكومية بمقاطعة بيسكاتاكيس في ولاية مين، يقع الجبل إلى الجنوب الغربي من جبل كوو، وإلى شمال شرق نورث براذر ويسمى الاثنين «الإخوة». 